# Kohlova kašna
Kohlova kašna (též Lví, nebo Leopoldova) je barokní kašna nacházející se na druhém nádvoří Pražského hradu. Pochází z roku 1686 a jejím autorem je sochař Jeroným Kohl (podle iniciál H.K. na Vulkánově figuře) a kameník Francesco Bartolomeo della Torre. Kašna je nazývána podle svého tvůrce, ale také Lví, podle skulptur na sloupu, nebo Leopoldova podle císaře Leopolda I. (vládl 1657-1705), neboť vznikala za jeho vlády. V roce 1982 byla kašna zrestaurována.
Tři kamenné stupně nesou spodní nádrž, která je zdobena festony, lvími hlavami, maskarony a kartušemi s císařským monogramem „L“ (Leopold I.). Také horní nádrž je bohatě zdobena. Spodní nádrž podpírají postavy antických bohů Merkura, Vulkána, Neptuna a Herkula, horní nesou dva Tritoni. Vrchol je zakončen koulí, kterou vzpírají tři lvi. Na kouli býval ještě říšský dvouhlavý orel, byl ale odstraněn po roce 1918. V létě roku 2020 byl tento znak Svaté říše římské na kouli vrácen: https://www.lidovky.cz/domov/na-leopoldovu-kasnu-se-vratil-orel-svate-rise-rimske-ma-pripominat-ze-prazsky-hrad-byval-jejim-centr.A200710_121248_ln_domov_ele
Zdrojem vody pro kašnu je prastarý hradní vodovod, který získává vodu z Brusnice a z rybníka pod letohrádkem Hvězdou z Liboce.